# Puente Carlos Ibáñez del Campo
El puente Carlos Ibáñez del Campo es un puente en arco que cruza el río Bueno, en la ciudad del mismo nombre, en la Región de Los Ríos, Chile. Inaugurado el año 1927, fue el único acceso vial a la ciudad hasta la construcción de un nuevo puente en 2016. Fue declarado Monumento Nacional de Chile, en la categoría de Monumento Histórico, mediante el Decreto n.º 367, del 15 de noviembre de 2017.

## Historia
El puente fue construido entre los años 1922 y 1926 en hormigón armado, con el sistema Hennebique, para mejorar la conexión de la ciudad, que para ese entonces, contaba como único acceso un puente de madera construido en 1900.
En el año 1927 se iniciaron obras para mejorar el acceso sur al puente, que consistieron en la construcción de un corte y un terraplén.